# Have You Never Been Mellow (álbum)
Have You Never Been Mellow es el quinto álbum de estudio de la cantante británico-australiana Olivia Newton-John. Fue lanzado en febrero de 1975 a través de MCA Records. Producido por su colaborar frecuente John Farrar, el álbum contenía once canciones. El álbum era una mezcla de material original y versiones de canciones de otros artistas.
Tras su lanzamiento, el álbum recibió reseñas positivas de los críticos musicales y alcanzó la posición número uno en la lista Top LPs & Tape de Billboard. Se lanzaron dos sencillos para promocionar el álbum, los cuales se posicionaron entre los primeros 10 en tres listas de Billboard: Hot 100, Easy Listening y Hot Country Singles. Tanto el sencillo que da nombre al álbum como su continuación, «Please Mr. Please», llegaron a la cima de la lista Top 100 Singles de Cash Box. El álbum fue certificado disco de oro por la Recording Industry Association of America (RIAA) a finales de febrero por ventas de más de 500 000 copias, lo que lo convierte en uno de los álbumes más vendidos de Newton-John.

## Grabación y contenido
Las sesiones de grabación del álbum tuvieron lugar en EMI Studios, en Londres, Inglaterra. El frecuente colaborador de Newton-John, John Farrar, produjo el álbum mientras que Tony Clark se desempeñó como ingeniero de audio. Have You Never Been Mellow contenía once canciones. Muchos de los temas del álbum eran composiciones contemporáneas, como la canción que da nombre al LP, que fue escrita por Farrar. Otras canciones del álbum eran versiones de material previamente grabado por otros artistas de country. Esto incluyó una versión de «Lovin' Arms», que se convertiría en un éxito top 10 en la lista Hot Country Singles para Elvis Presley en 1981. El álbum también incluye una versión de la canción «The Air That I Breathe», que fue un éxito comercial para The Hollies en 1974. «Lifestream» fue grabada por primera vez por Rick Nelson, mientras que «Goodbye Again» y «Follow Me» fue grabada por primera vez por John Denver.

## Recepción de la crítica
Have You Never Been Mellow recibió reseñas positivas por parte de los críticos. Un escritor no especificado de Cash Box consideró el álbum “una colección de canciones que muestran el encanto, el aplomo y el dominio total que ejerce cada vez que ella canta”. Un escritor no especificado de Billboard llamó al álbum “básicamente una extensión y progresión de su último esfuerzo”, y señaló que “no muestra signos de desaceleración con esta mezcla de country, soft rock y cortes de easy listening diseñados para atraer a los fanáticos que ha cosechado en las tres áreas”.

## Lista de canciones
| Lado uno |                                    |                |          |  |
| N.º      | Título                             | Escritor(es)   | Duración |  |
| 1.       | «Have You Never Been Mellow»       | John Farrar    | 3:28     |  |
| 2.       | «Loving Arms»                      | Tom Jans       | 2:53     |  |
| 3.       | «Lifestream»                       | Rick Nelson    | 2:35     |  |
| 4.       | «Goodbye Again»                    | John Denver    | 3:54     |  |
| 5.       | «Water Under the Bridge»           | Petrina Lordan | 3:00     |  |
| 6.       | «I Never Did Sing You a Love Song» | David Nichtern | 2:43     |  |

| Lado dos |                          |                               |          |  |
| N.º      | Título                   | Escritor(es)                  | Duración |  |
| 1.       | «It's So Easy»           | Hank Marvin Farrar            | 3:05     |  |
| 2.       | «The Air That I Breathe» | Albert Hammond Mike Hazlewood | 3:49     |  |
| 3.       | «Follow Me»              | Denver                        | 3:00     |  |
| 4.       | «And in the Morning»     | Graeme Hall                   | 4:35     |  |
| 5.       | «Please Mr. Please»      | Bruce Welch John Rostill      | 3:24     |  |

## Créditos y personal
Créditos adaptados desde las notas de álbum de Have You Never Been Mellow.
Personal técnico
- John Farrar – productor
- Tony Clark – ingeniero de audio
- Alan Rouse – ingeniero asistente
- John Fiddy – arreglos
- Chales Bush – fotografía

## Posicionamiento

### Gráfica semanal
| Gráfica (1975)                             | Pico de posición |
| ------------------------------------------ | ---------------- |
| Australia (Kent Music Report)              | 13               |
| Canadá (RPM Top Albums)                    | 3                |
| Estados Unidos (Billboard Top LPs & Tape)  | 1                |
| Estados Unidos (Billboard Hot Country LPs) | 1                |
| Estados Unidos (Cash Box Top 100 Albums)   | 1                |
| Estados Unidos (Cash Box Top Country LP's) | 1                |
| Japón (Oricon Albums Chart)                | 4                |
| Reino Unido (Record Mirror Top 50 Albums)  | 37               |

### Gráfica de fin de año
| Gráfica (1975)                             | Pico de posición |
| ------------------------------------------ | ---------------- |
| Canadá (RPM Top Albums)                    | 18               |
| Estados Unidos (Billboard Top LPs & Tape)  | 13               |
| Estados Unidos (Billboard Hot Country LPs) | 4                |
| Estados Unidos (Cash Box Top 100 Albums)   | 4                |
| Estados Unidos (Cash Box Top Country LP's) | 5                |

## Certificaciones y ventas
| País                                                     | Certificación | Ventas   |
| -------------------------------------------------------- | ------------- | -------- |
| Canadá (Music Canada)                                    | 2× Platino    | 200 000* |
| Estados Unidos (RIAA)                                    | Oro           | 500 000* |
| *cifras de ventas basadas únicamente en la certificación |               |          |